# Salutaguse (Laekvere)
Salutaguse – wieś w Estonii, w prowincji Virumaa Zachodnia, w gminie Laekvere.